# MQ-1 Predator

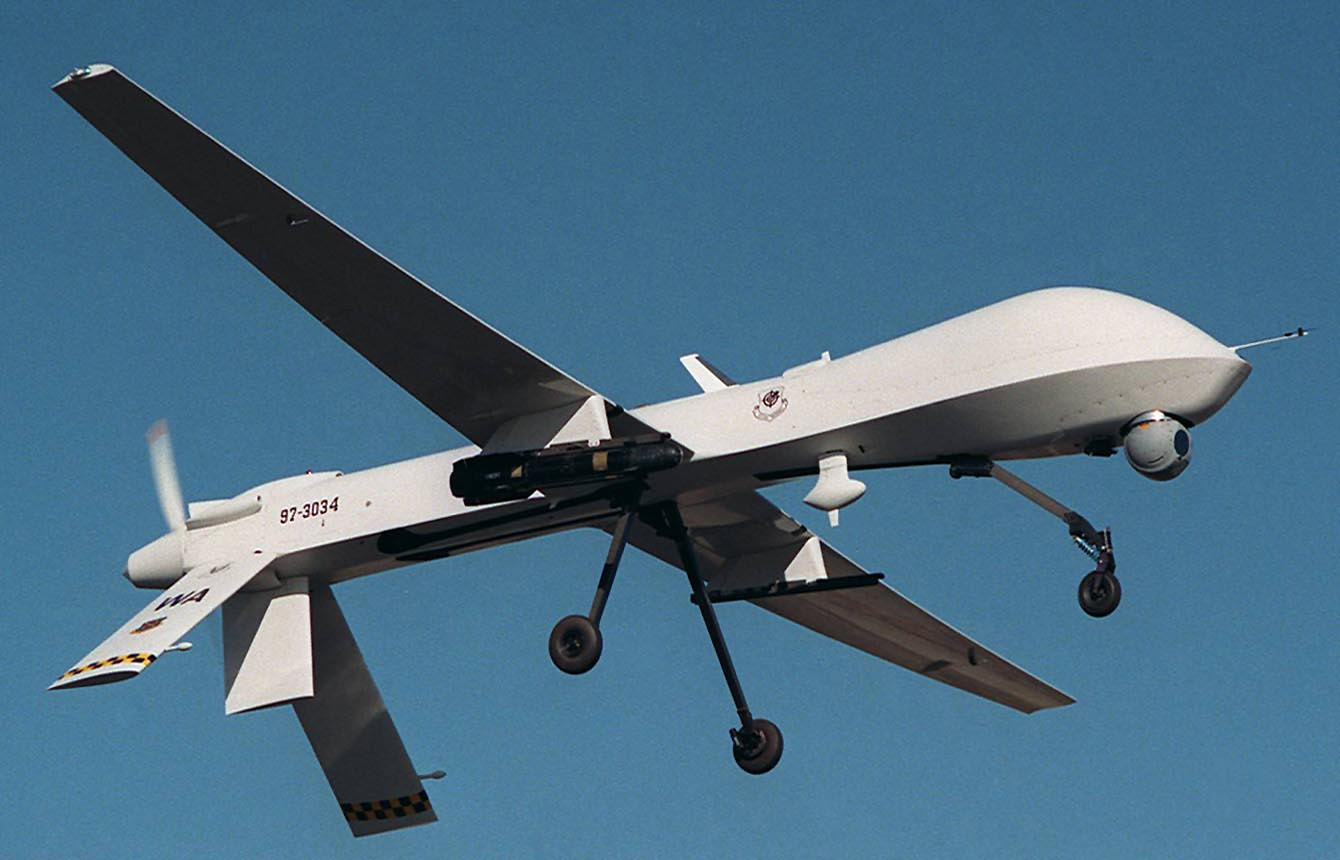
MQ-1 Predator

General Atomics Aeronautical Systems MQ-1 Predator este un avion fără pilot (UAV) utilizat de către United States Air Force ca avion militar de supraveghere. Poate îndeplini și funcții de atac, transportând 2 rachete aer-sol AGM-114 Hellfire.